# 天蓬子
天蓬子（学名：Atropanthe sinensis）为茄科天蓬子属下的一个种。其种加词“sinensis”意为“中华的”。